# Duck Baker
Duck Baker, geboren als Richard Royal Baker IV (Washington D.C., 30 juli 1949), is een Amerikaanse fingerstyle-gitarist.

## Biografie
Baker groeide op in Richmond (Virginia) en verhuisde begin jaren 1970 naar San Francisco. In zijn spel combineert hij talloze verschillende genres zoals ragtime, blues, country, gospel, cajun, bluegrass, Keltische muziek, ballads en jazz, swing, New Orleans jazz en freejazz. Zijn solo-opnamen werden voornamelijk beïnvloed door Thelonious Monk, Herbie Nichols en Randy Weston. Zijn album Spinning Song met stukken van Nichols is gevierd door verschillende gespecialiseerde tijdschriften.
Naast zijn solocarrière speelt en speelde Baker met verschillende muzikanten, zoals de vioolspeler Kieran Fahy, de trombonist Roswell Rudd en de gitarist Woody Mann. Met de violiste Carla Kihlstedt en de klarinettist Ben Goldberg treedt hij op als trio.

## Discografie (als solist)
- 1976: There's Something for Everyone in America, Kicking Mule Records
- 1977: When You Wore a Tulip, Kicking Mule Records
- 1977: The King of Bongo Bong, Kicking Mule Records
- 1979: The Art of Fingerstyle Jazz Guitar, Kicking Mule Records
- 1980: The Kid on the Mountain, Kicking Mule Records
- 1985: Under Your Heart, Edition Collage Records
- 1986: You Can't Take the Country out of the Boy, Edition Collage Records
- 1987: Both Sides, Grossman's Guitar Workshop
- 1992: A Thousand Words, Acoustic Music Records
- 1993: Opening the Eyes of Love, Shanachie Records
- 1994: The Art of Fingerstyle Jazz Guitar, Shanachie Records (heruitgave)
- 1995: The Clear Blue Sky, Acoustic Music Records
- 1996: Spinning Song: Plays the Music of Herbie Nichols, Avant Records
- 1998: Ms. Right, Acoustic Music Records
- 1999: The Kid on the Mountain, Fantasy Records (heruitgave)
- 2000: My Heart Belongs to Jenny, Day Job Records
- 2006: The Salutation, (heruitgave)
- 2006: Do You Know What It Means To Miss New Orleans, Day Job Records
- 2009: The Roots and Branches of American Music, Les Cousins
- 2009: Everything That Rises Must Converge, Mighty Quinn
- 2019: Duck Baker Plays the Music of Herbie Nichols

## Leerwerken
- Duck Baker's Fingerstyle Blues Guitar 101
- Fingerstyle Jazz Guitar (meerdere banden)
- Irish Hornpipes, Slip Jigs & Reels
- Music of Thelonious Monk
- Music of Turlough O'Carolan

- Bibsys: 4050529
- Bibliothèque nationale de France: cb18024205x (data)
- Gemeinsame Normdatei: 13478331X
- International Standard Name Identifier: 0000 0000 6324 3123
- Library of Congress Control Number: n88664140
- MusicBrainz: ca041c30-521e-4d7d-a183-62c3793be555
- Nationale bibliotheek van Australië: 35705873
- Nederlandse Thesaurus van Auteursnamen: 071885331
- Réseau des bibliothèques de Suisse occidentale: 02-A008801685
- Istituto Centrale per il Catalogo Unico: CFIV037471
- Virtual International Authority File: 65592366
- WorldCat: E39PBJwX67XDKX8HFgV8dgPRKd